# Sandu, Qiannan
Sandu är ett autonomt härad för sui-folket i Qiannan, en autonom prefektur i Guizhou-provinsen i sydvästra Kina.
1. ↑  http://www.geohive.com/cntry/CN-52_ext.aspx